# Proteuxoa lunifera
Proteuxoa lunifera är en fjärilsart som beskrevs av Walker 1857. Proteuxoa lunifera ingår i släktet Proteuxoa och familjen nattflyn. Inga underarter finns listade i Catalogue of Life.